# Wijken en buurten in Landerd
De in 2022 opgeheven Nederlandse gemeente Landerd was voor statistische doeleinden onderverdeeld in wijken en buurten. De gemeente was verdeeld in de volgende statistische wijken:
- Wijk 00 Schaijk (CBS-wijkcode:168500)
- Wijk 01 Reek (CBS-wijkcode:168501)
- Wijk 02 Zeeland (CBS-wijkcode:168502)
- Wijk 09 Verspreide huizen Zeeland (CBS-wijkcode:168509)

Een statistische wijk kan bestaan uit meerdere buurten. Onderstaande tabel geeft de buurtindeling met kentallen volgens het Centraal Bureau voor de Statistiek (2008):
| CBS-buurtcode | Buurtnaam                                   | Inwonertal | Opp. totaal (ha) | Opp. land (ha) | Ligging                |
| ------------- | ------------------------------------------- | ---------- | ---------------- | -------------- | ---------------------- |
| BU16850000    | Schaijk                                     | 5750       | 548              | 548            | Locatie in de gemeente |
| BU16850007    | Verspreide huizen Schaijkse Heide           | 610        | 1732             | 1706           | Locatie in de gemeente |
| BU16850008    | Verspreide huizen Mun                       | 490        | 477              | 477            | Locatie in de gemeente |
| BU16850009    | Overige verspreide huizen                   | 60         | 298              | 298            | Locatie in de gemeente |
| BU16850100    | Reek                                        | 1460       | 237              | 237            | Locatie in de gemeente |
| BU16850109    | Verspreide huizen Reekse Heide en Bovenland | 210        | 801              | 797            | Locatie in de gemeente |
| BU16850200    | Zeeland                                     | 4330       | 307              | 307            | Locatie in de gemeente |
| BU16850201    | Nabbegat-Voederheil                         | 270        | 146              | 146            | Locatie in de gemeente |
| BU16850202    | Oventje                                     | 490        | 238              | 238            | Locatie in de gemeente |
| BU16850207    | Verspreide huizen Trent-Graspeel            | 390        | 639              | 639            | Locatie in de gemeente |
| BU16850208    | Verspreide huizen Zevenhuis                 | 240        | 754              | 753            | Locatie in de gemeente |
| BU16850209    | Verspreide huizen Duifhuis-Kreitsberg       | 300        | 467              | 467            | Locatie in de gemeente |
| BU16850909    | Verspreide huizen Peel                      | 200        | 424              | 423            | Locatie in de gemeente |